# Euplexaura sparsiflora
Euplexaura sparsiflora är en korallart som beskrevs av Kükenthal 1908. Euplexaura sparsiflora ingår i släktet Euplexaura och familjen Plexauridae. Inga underarter finns listade i Catalogue of Life.